# Buster Bailey

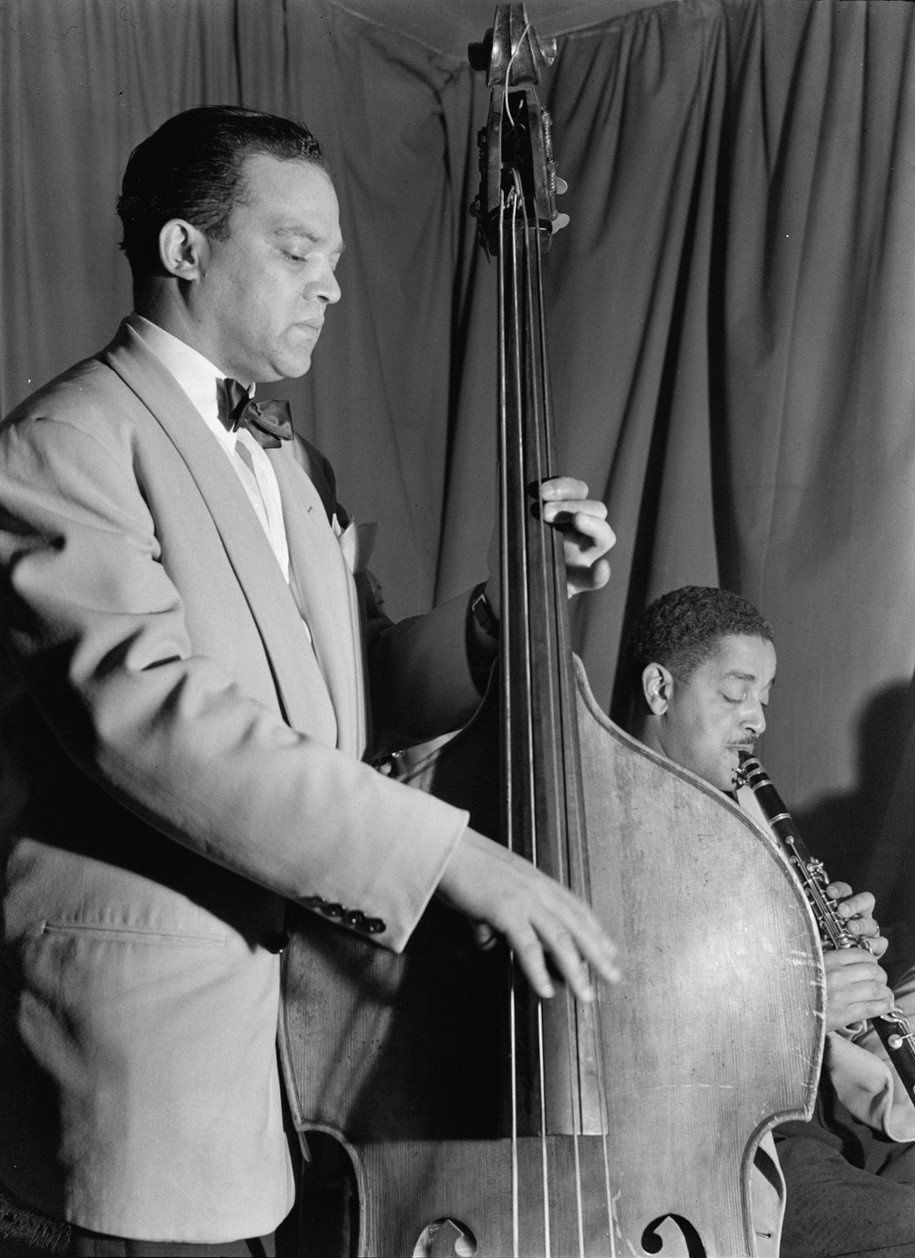
John Kirby und Buster Bailey, Washington, D.C., ca. Mai 1946.
Fotografie von William P. Gottlieb.

William C. „Buster“ Bailey (* 19. Juli 1902 in Memphis (Tennessee); † 12. April 1967 in New York) war ein US-amerikanischer Jazz-Klarinettist und Saxophonist des Oldtime Jazz und des Swing.

## Leben
Bailey begann mit dreizehn Jahren Klarinette zu spielen und erhielt seine Ausbildung auf diesem Instrument von Franz Schoepp vom Chicagoer Sinfonieorchester, welcher auch Benny Goodman Unterricht erteilt hatte. Er schloss sich bereits im Alter von 15 Jahren dem Orchester von W.C. Handy an. Nach zwei Jahren auf Tournee mit Handy, verließ Bailey die Formation 1919 in Chicago: Nach dem Trip kam ich nach Hause und machte aus Memphis eine kochende Jazz-Metropole, berichtete Bailey in seinen Erinnerungen.
Im Jahr 1919 wurde Bailey Mitglied von Erskine Tate’s Vendome Orchestra, blieb bis 1923 bei Tate und spielte danach bei Joe „King“ Oliver. Als Mitglied von King Oliver’s Creole Jazz Band, lernte Bailey damals Louis Armstrong kennen, der zur gleichen Zeit in der Band arbeitete. Im Jahr 1924 verließ Armstrong King Oliver’s Jazz Band, um in Fletcher Henderson’s Orchester in New York zu spielen. Nach einem Monat lud Armstrong Buster Bailey auf, ihm in Hendersons Band zu folgen. So kam Bailey nach New York. Von 1924 bis 1927 dauerte die erste wichtige Phase seiner Karriere bei Henderson; nach seinem Ausscheiden ging er mit Noble Sissle 1929 und 1931 nach Europa. Nach Auftritten mit Edgar Hayes und erneut bei King Oliver arbeitete er in den 1930er Jahren wieder kurz bei Fletcher Henderson und war außerdem ein gesuchter Sideman in Bands von Perry Bradford, Lucky Millinder, Carroll Dickerson und anderen, nahm eine große Anzahl von Titeln auf und spielte dabei sowohl Klarinette wie auch gelegentlich Sopransaxophon.
Am Ende des Jahres 1934 wurde Bailey Mitglied von Stuff Smiths Band, der späteren Band von John Kirby, den Onyx Club Boys. Das Sextett des Bassisten, The Biggest Little Band in the Land, wie sie auch genannt wurden, war Pionier im Bereich der kleinen Jazz-Combos, wie sie in den 1950er-Jahren populär werden sollten; eine Spezialität ihres Repertoires war die Adaption von klassischen europäischen Kompositionen (Anitra's dance, die Serenade von Schubert, Impromptus, Nocturnes, und der Titel Lucia di Lammermoor).
Bailey blieb bis 1946 in Kirbys Band, nahm aber gleichzeitig mit anderen Musikern Schallplatten auf. 1934 und 1935 spielte Bailey auch mit der Mills Blue Rhythm Band und war 1937 Sessionmusiker für Midge Williams and Her Jazz Jesters. Außerdem nahm er unter eigenem Namen als Buster Bailey and His Rhythm Busters Platten auf.
1946, nach seinem Ausscheiden bei Kirby hatte Buster Bailey kurzzeitig eine eigene Formation. 1947 ging er zu Wilbur de Paris und trat mit ihm bis 1949 auf. In den 1950er- und 1960er-Jahren arbeitete er als gefragter Studiomusiker, außerdem als Gast bei Eddie Condon, Wild Bill Davison, Big Chief Russell Moore (1952/53), ansonsten mit Henry „Red“ Allen. Mit Allen trat er 1959 und 1960 auf dem Newport Jazz Festival auf. Bailey war Mitglied der Formation Saints And Sinners (1963/64); im Jahr 1965 reaktivierte er die Zusammenarbeit mit seinem alten Freund Armstrong und wurde Mitglied von Louis Armstrongs All-Stars-Formation. Bailey trat auf zahllosen Festivals auf, spielte auch in Sinfonieorchestern, wie in der Theaterversion von Porgy and Bess und bei Filmmusik-Projekten mit, wie bei dem Film Splendor in the Grass von Elia Kazan und arbeitete gelegentlich mit Leonard Bernstein zusammen (1956/1964).
Buster Bailey starb im April 1967 an einem Herzinfarkt. Zu dieser Zeit lebte er in Brooklyn, New York.

## Musik
Sein Klarinettenspiel war inspiriert von New-Orleans-Klarinettisten wie Jimmie Noone, entwickelt diesen jedoch weiter. Bailey ist ein wichtiges Übergangsglied zwischen der traditionellen New Orleans-Spielweise und dem Stil eines Benny Goodman, der viele Elemente von Bailey übernommen hat. Er gilt als einer der bedeutendsten älteren Swingklarinettisten, deren Einfluss bis in die späten 1930er Jahre hineinreichte. Goodman wie auch Coleman Hawkins bewunderten die eindrucksvolle technische Brillanz des Klarinettisten (besonders eindrucksvolles Beispiel: Man With a Horn Goes Berserk vom Dezember 1938 mit John Kirby, oder auch sein bebop-beeinflusstes "Sunday Parade" von 1958). Sein hochmelodisches, gewandtes Spiel – unverwechselbar durch ganz eigene burleske Figurationen – blieb stets bluesbezogen. Bud Freeman sagte über Bailey: Er war ein einwandfreier Klarinettist und gehörte gewiss zu den ganz Großen.
Zu seinen wichtigsten Titeln gehört Fletcher Hendersons Fidgety Feet (1927) und Stealin' Apples (1936), Bessie Smiths Young Woman Blues (1929), Henry Allens Rug Cutter's Swing (1934), Teddy Wilsons Warming Up und Blues in C Sharp Minor (1936), Lionel Hamptons Rhythm Rhythm (1937), John Kirbys I May Be Wrong (1938) und unter eigenem Namen der Titel Shanghai Shuffle (1934). Bailey nahm außerdem mit Chu Berry, Benny Carter, Clarence Williams und Willie The Lion Smith sowie den Red Onion Jazz Babies (1924) Platten auf. Er begleitete auch die Sängerinnen Ethel Waters, Ma Rainey, Mildred Bailey, Ida Cox und Billie Holiday bei ihren Schallplatten-Aufnahmen.

## Filmauftritte
Buster Bailey trat im Laufe seiner Karriere in drei Filmen auf:
Der erste war ein Film mit dem Titel That's the Spirit (1933), in dem er sich selbst spielt. Seinen zweiten Auftritt hatte Bailey in einem Fernsehprogramm von 1961 mit dem Titel The DuPont Show of the Week in einer Episode "America's Music – Chicago and All That Jazz". Sein letzter Auftritt war an der Seite mit Louis Armstrong in When the Boys Meet the Girls (1965), erneut als Musiker.